# التاريخ العسكري لآسيا
يمتد تاريخ آسيا العسكري إلى آلاف السنين.
- شيونغنو
- فرثيا
- الهون
- إمبراطورية روران
- خانية غوك تورك
- خاقانية الأويغور
- الإمبراطورية الماورية
- إمبراطورية المغول
- الهنود السكثيون
- الممالك الوسطى من الهند
- مملكة أهوم
- الفتوحات الإسلامية
- الدولة التيمورية
- شعب جونغار